# تشارلي بريان
تشارلي بريان (بالإنجليزية: Charlie Bryan)‏ هو نقابي أمريكي، ولد في 11 ديسمبر 1933، وتوفي في 2 نوفمبر 2013.